# Jamides lakatti
Jamides lakatti är en fjärilsart som beskrevs av Corbet 1940. Jamides lakatti ingår i släktet Jamides och familjen juvelvingar. Inga underarter finns listade i Catalogue of Life.